# Nenad Bjelica
Nenad Bjelica (ur. 20 sierpnia 1971 w Osijeku) – chorwacki trener piłkarski i piłkarz grający na pozycji środkowego pomocnika. 

## Kariera klubowa
Jugosławia
Rozpoczął karierę w małym klubie Metalac Olt.
Potem przeniósł się do jednego z większych klubów Chorwacji, NK Osijek, w którym grał w juniorach a także zadebiutował w nowo powstałej lidze chorwackiej.
Hiszpania
W styczniu 1993 zdecydował się wyjechać zagranicę, wybór padł na hiszpańskiego średniaka Albacete Balompie, klubu który rok w rok bronił się przed spadkiem z Primera División. Największym sukcesem w barwach Albacete był awans do półfinału Pucharu Króla.
Kiedy Albacete w 1996 spadło do Segunda División, Bjelica podpisał kontrakt z Realem Betis Sewilla. Pierwszy sezon w barwach Betisu był dla Bjelicy udany, klub zajął 4. miejsce w lidze i awansował aż do finału Pucharu Króla.
W następnym sezonie Bjelica stracił miejsce w składzie klubu z Sewilli i został wypożyczony do UD Las Palmas, występującego w Segunda División. Na wiosnę wrócił do Betisu, ale zagrał tylko 3 mecze i kolejny sezon 1998/1999 spędził ponownie w Las Palmas.
Krótki powrót do Chorwacji i wyjazd do Niemiec
W 1999 roku Bjelica postanowił wrócić do ojczyzny. Trafił do klubu, w którym się wychował, do NK Osijek. Zagrał w nim 3 rundy w Pucharze UEFA i przez 1,5 sezonu gry w Osijeku odzyskał formę.
Zimą 2000 za 0,5 miliona euro został sprzedany do 1.FC Kaiserslautern. W Kaiserslautern grał 4 lata ze zmiennym szczęściem, czasami był zawodnikiem pierwszego składu, a czasami grał nawet w amatorach w Regionallidze.
Austria
W 2004 roku na zasadzie wolnego transferu odszedł do austriackiej Admiry Wacker Mödling.
W sezonie 2005/2006 Admira spadła z austriackiej Bundesligi, a Bjelica przeniósł się do FC Kärnten, klubu z Klagenfurtu, w którym grał 2 lata. Po sezonie 2007/2008 zakończył karierę piłkarską.

## Kariera reprezentacyjna
W reprezentacji Chorwacji Bjelica zadebiutował 28 lutego 2001 za kadencji selekcjonera Mirko Jozicia w wygranym 1:0 przez Chorwację meczu z reprezentacją Austrii, kiedy to w 76. minucie zmienił Boška Balabana. Bjelica w reprezentacji zagrał dziewięciokrotnie. Reprezentował Chorwację na Euro 2004, na którym to zagrał 2 mecze, w tym swój ostatni w kadrze – 17 czerwca 2004, zremisowany 2:2 z reprezentacją Francji.

## Kariera trenerska
Bjelica rozpoczął karierę trenerską 15 września 2007, gdy zaczął trenować FC Kärnten, którego był jednocześnie zawodnikiem. 30 czerwca 2008 zakończył karierę piłkarską i zaledwie dzień po zakończeniu kariery zawodowej, podpisał pełny trenerski kontrakt.
Od 19 marca 2009 do 11 grudnia tego samego roku, prowadził FC Lustenau 07.
10 maja 2010 podpisał kontrakt z WAC/St. Andrä, z którym wygrał 2. Ligę i awansował do Bundesligi.
17 czerwca 2013 rozstał się z klubem i podpisał kontrakt z Austrią Wiedeń. Z nowym klubem zdołał się zakwalifikować do fazy grupowej Ligi Mistrzów 2013/2014, pokonując w dwumeczu Dinamo Zagrzeb 4:3. Bjelica został zwolniony 16 lutego 2014. Jego kontrakt z klubem był ważny do końca sezonu, jednak zgodnie z klauzulą mógł być przedłużony w przypadku awansu Austrii do europejskich pucharów. Austria Wiedeń nie zakwalifikowała się do Ligi Europy UEFA, przez co kontrakt wygasł.
22 czerwca 2014 przeniósł się do Spezii Calcio, którą prowadził nieco ponad rok.
30 sierpnia 2016 trafił do Lecha Poznań, który prowadził przez prawie 2 lata.
15 maja 2018 wrócił ponownie do ojczyzny aby poprowadzić Dinamo Zagrzeb. Z tamtym klubem osiągnął mistrzostwo (2 razy) i puchar Chorwacji. 16 kwietnia 2020 roku przestał prowadzić ten klub.
5 września 2020 wrócił do NK Osijek, a więc do pierwszego klubu w jego karierze piłkarskiej. Z tamtym klubem zdobył wicemistrzostwo Chorwacji w sezonie 2020/21, a w następnym 3. miejsce, jednakże odszedł 29 sierpnia 2022.
W 2023 przez około pół roku, bo od 18 kwietnia do 11 października prowadził Trabzonspor.
Od 27 listopada 2023 do 6 maja 2024 prowadził Union Berlin.

## Statystyki kariery

### Klubowe
| Sezon   | Klub                  | Kraj      | Rozgrywki             | Mecze | Bramki |
| ------- | --------------------- | --------- | --------------------- | ----- | ------ |
| 1991/92 | NK Osijek             | Chorwacja | Prva HNL              | 23    | 7      |
| 1992/93 | NK Osijek             | Chorwacja | Prva HNL              | 3     | 0      |
| 1992/93 | Albacete Balompie     | Hiszpania | Primera División      | 7     | 0      |
| 1993/94 | Albacete Balompie     | Hiszpania | Primera División      | 1     | 0      |
| 1994/95 | Albacete Balompie     | Hiszpania | Primera División      | 31    | 6      |
| 1995/96 | Albacete Balompie     | Hiszpania | Primera División      | 40    | 13     |
| 1996/97 | Real Betis            | Hiszpania | Primera División      | 27    | 2      |
| 1997/98 | UD Las Palmas         | Hiszpania | Segunda División      | 11    | 1      |
| 1997/98 | Real Betis            | Hiszpania | Primera División      | 3     | 0      |
| 1998/99 | UD Las Palmas         | Hiszpania | Segunda División      | 13    | 2      |
| 1999/00 | NK Osijek             | Chorwacja | Prva HNL              | 16    | 7      |
| 2000/01 | NK Osijek             | Chorwacja | Prva HNL              | 14    | 9      |
| 2000/01 | 1.FC Kaiserslautern   | Niemcy    | Bundesliga            | 13    | 1      |
| 2001/02 | 1.FC Kaiserslautern   | Niemcy    | Bundesliga            | 11    | 1      |
| 2002/03 | 1.FC Kaiserslautern   | Niemcy    | Bundesliga            | 21    | 1      |
| 2003/04 | 1.FC Kaiserslautern   | Niemcy    | Bundesliga            | 20    | 2      |
| 2004/05 | Admira Wacker Mödling | Austria   | Bundesliga austriacka | 24    | 5      |
| 2005/06 | Admira Wacker Mödling | Austria   | Bundesliga austriacka | 28    | 7      |
| 2006/07 | FC Kärnten            | Austria   | Red Zac-Erste Liga    | 29    | 11     |
| 2007/08 | FC Kärnten            | Austria   | Red Zac-Erste Liga    | 29    | 6      |

### Trenerskie
Stan na dzień 11 października 2023.
| Zespół         | Od               | Do                   | Długość  | Statystyka | Statystyka | Statystyka | Statystyka | Statystyka |
| Zespół         | Od               | Do                   | Długość  | M          | W          | R          | P          | % W        |
| -------------- | ---------------- | -------------------- | -------- | ---------- | ---------- | ---------- | ---------- | ---------- |
| FC Kärnten     | 15 września 2007 | 29 stycznia 2009     | 505 dni  | 41         | 17         | 11         | 13         | 41,46      |
| FC Lustenau 07 | 19 marca 2009    | 11 grudnia 2009      | 268 dni  | 31         | 12         | 8          | 11         | 38,71      |
| WAC/St. Andrä  | 10 maja 2010     | 17 czerwca 2013      | 1134 dni | 124        | 56         | 29         | 39         | 45,16      |
| Austria Wiedeń | 17 czerwca 2013  | 16 lutego 2014       | 244 dni  | 34         | 12         | 10         | 12         | 35,29      |
| Spezia Calcio  | 22 czerwca 2014  | 21 listopada 2015    | 517 dni  | 61         | 25         | 18         | 18         | 40,98      |
| Lech Poznań    | 30 sierpnia 2016 | 10 maja 2018         | 602 dni  | 78         | 41         | 21         | 16         | 52,56      |
| Dinamo Zagrzeb | 15 maja 2018     | 16 kwietnia 2020     | 702 dni  | 101        | 73         | 15         | 13         | 72,28      |
| NK Osijek      | 5 września 2020  | 29 sierpnia 2022     | 723 dni  | 87         | 49         | 23         | 15         | 56,32      |
| Trabzonspor    | 18 kwietnia 2023 | 11 października 2023 | 176 dni  | 16         | 8          | 0          | 8          | 50,00      |
| Łącznie        | Łącznie          | Łącznie              | Łącznie  | 573        | 293        | 135        | 145        | 51,13      |

## Sukcesy zawodnicze

### Klubowe
NK Osijek
- Zdobywca Pucharu Chorwacji: 1998/1999

### Indywidualne
- Chorwacki piłkarz roku według Večernji list: 2000

## Sukcesy trenerskie

### Klubowe
WAC/St. Andrä
- Mistrzostwo 1. Ligi: 2011/2012

Dinamo Zagrzeb
- Mistrzostwo Chorwacji: 2017/2018, 2018/2019
- Puchar Chorwacji: 2017/2018
- Superpuchar Chorwacji: 2019

### Indywidualne
- Najlepszy trener klubowy w Europie według FIFEX: 2018[5]

## Życie prywatne
Syn Czarnogórca Božo i Chorwatki Mirjany. Żonaty z Senką, z którą ma synów Luana i Lukę.